# Consolidación de la memoria
Se denomina consolidación de la memoria al proceso en el que las memorias a corto plazo se convierten en memorias a largo plazo. La consolidación es un proceso de «progresiva estabilización» de la memoria, que pasa de una «fase lábil» a una «fase estable», estableciendo entonces una memoria duradera. Este proceso se ha dividido en al menos dos tipos: la consolidación sináptica y la consolidación sistémica. Por otro lado, la reconsolidación es el «estadio de consolidación que sigue a la reactivación de una traza de memoria previamente adquirida».

## Historia
Müller y Pilzecker (1900) fueron los primeros en utilizar el término «consolidación» («konsolidierung»). En su monografía «Experimentelle Beiträge zur Lehre vom Gedächtnis» («Contribuciones experimentales a la ciencia de la memoria») publicaron una serie de estudios que realizaron en Gotinga entre 1892 y 1900 y con los que propusieron que «el aprendizaje no induce memorias instantáneas y permanentes, sino que se necesita tiempo para que esas memorias se arraiguen (o consoliden)». Además, descubrieron que la memoria de «la información recién aprendida se ve alterada por el aprendizaje de otra información poco después del aprendizaje original». Por lo tanto, sugirieron que las nuevas memorias se mantienen inicialmente en un estado «frágil» y se consolidan con el paso del tiempo. No obstante, años antes de que, con su trabajo, Müller y Pilzecker introdujeran el término, el proceso ya había sido propuesto. Por ejemplo, en su ley de regresión sobre la amnesia retrógrada, Ribot (1882) estableció que «el proceso destructivo [de la memoria] avanza progresivamente desde lo inestable hasta lo estable». Es decir, en ese trastorno, la amnesia avanza desde las memorias más recientes hasta las más antiguas.
Poco después, Burnham (1903), en un artículo «donde integró hallazgos de psicología experimental y neurología», enfatizó «Debe existir un tiempo para que se lleven a cabo los procesos de organización y asimilación (de la memoria). Debe existir un tiempo para que la naturaleza haga su parte [...]». McGaugh (2000) indica que, poco después de la publicación de la monografía se notó que esa hipótesis sobre la consolidación aportaba una explicación para la amnesia retrógrada. No obstante, fue hasta 1949 cuando se retomó la teoría y dos investigaciones revelaron que la terapia electroconvulsiva ocasionaba ese tipo de amnesia en roedores, lo que «desencadenó una serie de estudios sobre la amnesia retrógrada inducida». Ese mismo año, Hebb (1949) propuso que los «circuitos reverberantes» eran los que permitían el almacén permanente de la memoria. El autor estableció que, para que la memoria a corto plazo se convierta en memoria a largo plazo se necesita «estimular de manera repetitiva los mismos circuitos neuronales», es decir, los circuitos reverberantes. Según Hebb, la activación de esos circuitos permite el aprendizaje en niños y adultos.
En las siguientes décadas, el caso de H. M. «cambió la forma en la que se comprendía la memoria humana» y ayudó a comprender que las estructuras del lóbulo temporal medial son esenciales para la correcta función de la memoria. Henry Molaison, conocido por sus iniciales, H. M., fue un paciente sometido a una resección bilateral del lóbulo temporal medial para aliviar sus síntomas epilépticos. No obstante, tras la cirugía presentó una pérdida parcial de la memoria (amnesia retrógrada) que abarcó un periodo de tres años previos al procedimiento. En el reporte inicial, los cirujanos concluyeron que: «los hallazgos aquí reportados nos han llevado a atribuir una importancia especial al hipocampo anterior y al giro del hipocampo en la retención de nuevas experiencias». De acuerdo con Squire, Clark y Bayley (2004), el desarrollo de un modelo animal de la amnesia de Molaison llevó a la identificación de las estructuras que conforman el sistema de memoria del lóbulo temporal medio: la región del hipocampo (hipocampo propio, giro dentado y complejo subicular) y las cortezas perirrinal, entorrinal y parahipocampal adyacentes.

## Tipos
Anderson (2014) señala que se han propuesto al menos dos tipos de consolidación: la consolidación sináptica y la consolidación sistémica.

### Consolidación sináptica
Se define como la «estabilización de nuevas memorias a lo largo del tiempo, típicamente en una escala de tiempo de cuatro a ocho horas». La consolidación sináptica es también sinónimo de la fase tardía de la plasticidad a largo plazo. Este proceso, que tiene una duración superior a cuatro horas, implica la síntesis de nuevas proteínas y ARN. En contraste, la fase temprana —duración inferior a cuatro horas— es resultado principalmente de la modificación de proteínas preexistentes en la sinapsis. Por otro lado, la consolidación sináptica es «universal», puesto que se ha encontrado en todos los sistemas estudiados. En este contexto, la memoria a largo plazo es aquella que se mantiene por más de 24 horas. La excepción a lo anterior es la potenciación a largo plazo, un modelo de plasticidad sináptica relacionado con el aprendizaje, en el que una hora es considerada suficiente. De acuerdo con Clopath (2012), este proceso permite que las «memorias relevantes se consoliden dentro de un única sinapsis», evitando así que las nuevas memorias alteren a las previamente consolidadas.
El modelo estándar de la consolidación sináptica establece que los trazos de memoria existen en dos formas: corto plazo y lábil y largo plazo y estable. Además, el primero puede «decaer» o «madurar» a la forma de largo plazo. Incluso ambas formas pueden desarrollarse en paralelo. A nivel celular, la información produce cambios en las proteínas sinápticas y alteraciones en la excitabilidad sináptica por medio de la producción de cascadas de transducción intracelulares. Este proceso también activa factores de transcripción y, por lo tanto, cambios en la expresión génica. A su vez estos últimos cambios, resultan en una remodelación sináptica y en crecimiento. Poco después del aprendizaje, estos procesos son susceptibles de ser alterados por diversos agentes, como los inhibidores de la síntesis de proteínas.

#### Potenciación a largo plazo
Se piensa que la potenciación a largo plazo (LTP, por sus siglas en inglés) es el fortalecimiento prolongado de la transmisión sináptica y se sabe que produce aumentos en la producción de los neurotransmisores y la sensibilidad del receptor, que pueden durar de minutos a días. El proceso del LTP se considera un factor que contribuye a la plasticidad sináptica y al crecimiento de la fuerza sináptica, que se piensa son los elementos que subyacen a la formación de la memoria. También se considera un mecanismo importante para el mantenimiento de las memorias en las regiones cerebrales y, por lo tanto, se cree que está involucrado en el aprendizaje.

#### Síntesis de proteínas
La síntesis de proteínas tiene un papel importante en la formación de nuevas memorias. Algunos estudios mostraron que la memoria se ve debilitada luego de la administración, después del aprendizaje, de inhibidores de la síntesis de proteínas. Lo anterior sugiere que este proceso es necesario para la consolidación de la memoria. Además, algunos reportes sugieren que los efectos de estos inhibidores también afectan a la LTP. No obstante, debe destacarse que otros resultados han mostrado que la síntesis proteica puede no ser necesaria para la consolidación, dado que se ha encontrado que la formación de memorias puede soportar amplias cantidades de inhibidores de la síntesis de proteínas. Por lo tanto, podría indicarse que el criterio de la síntesis proteica como necesaria para la consolidación de la memoria no es absoluto.

### Consolidación sistémica
La consolidación sistémica hace referencia a un proceso de reorganización de la memoria. En un inicio, el almacenamiento y recuperación de la memoria dependen del hipocampo. No obstante, su participación disminuye con el paso del tiempo y finalmente los procesos de la memoria se realizan en estructuras del neocórtex. A diferencia de la consolidación sináptica, la sistémica es un proceso prolongado que «involucra una reorganización gradual de las regiones cerebrales que ayuda a la memoria». Ambas pueden ocurrir en paralelo o esta última ser consecuencia de la primera. El modelo estándar de esta consolidación establece que cuando la información se registra y codifica, la memoria de estos nuevos estímulos se retiene en el hipocampo y en las regiones corticales. Posteriormente, las representaciones del hipocampo de esa información se activan ya sea en recuperaciones explícitas (conscientes) o implícitas (inconscientes), tal como sucede en el sueño.
Lo anterior resulta en un ajuste de las conexiones neuronales, la memoria decae y, finalmente, las memorias que inicialmente dependen del hipocampo se independizan de él en un proceso que toma varias semanas (o más tiempo). Born y Wilhelm (2012) señalan que, según el modelo de dos etapas creado para la memoria declarativa, las nuevas memorias se almacenan temporalmente en el hipocampo antes de almacenarse a largo plazo —en el neocórtex— u olvidarse. En este sentido, proponen que el sueño funciona como un «modo de procesamiento cerebral offline» en el que las recientemente codificadas representaciones de la memoria se redistribuyen a otras redes neuronales, que fungen como almacén a largo plazo. Agregan también que la consolidación sistémica ocurre principalmente en el sueño de ondas lentas. Dudai (2004) afirma que, el sistema del hipocampo puede considerarse «no solo un almacén de la memoria, sino también un instructor del sistema neocortical». Además, este proceso permite al hipocampo aprender nueva información sin alterar la previamente almacenada en el neocórtex y agregar esta nueva información a la antigua.

#### Teoría de la huella de memoria múltiple
La teoría de la huella de memoria múltiple (MTT, por sus siglas en inglés) parte de la distinción entre la memoria semántica y la episódica y aborda deficiencias que los autores —Nadel y Moscovitch (1997)— perciben en el modelo estándar con respecto a la dependencia del hipocampo. Su premisa central es que esa estructura es siempre necesaria para el registro y recuperación de las memorias episódicas. Además, la teoría señala que «cada vez que se recupera la memoria en el hipocampo se agrega una nueva huella de memoria y sirve para reforzar y fortalecer la memoria». Se piensa que las memorias semánticas se pueden establecer en estructuras separadas del sistema del hipocampo, tales como el neocórtex, en el proceso de consolidación.
Por lo tanto, mientras que el propio funcionamiento del hipocampo es necesario para la retención y recuperación de las memorias episódicas, su importancia se reduce durante la codificación y uso de las memorias semánticas. A medida que las memorias envejecen hay interacciones a largo plazo entre el hipocampo y la neocorteza, lo que conduce al establecimiento de aspectos de la memoria dentro de estructuras ajenas al hipocampo. Por lo tanto, la teoría de la huella de memoria múltiple establece que las memorias episódicas y semánticas dependen del hipocampo y posteriormente estas últimas se independizan de él durante la consolidación. A diferencia del modelo de Nadel y Moscovitch, el estándar propone que todas las memorias se independizan del hipocampo con el paso del tiempo.

##### Críticas
Haist, Gore y Mao (2001) buscaron examinar la naturaleza temporal de la consolidación en el hipocampo para poner a prueba la teoría de la huella de memoria múltiple en comparación con el modelo estándar. Encontraron que el hipocampo no tiene un aporte sustancial en la recolección de memorias remotas al cabo de algunos años. Aseguraron que los avances en la resonancia magnética funcional les permitieron mejorar la distinción entre el hipocampo y la corteza entorrinal, a la que consideran perdura más en su activación durante la recuperación de la memoria remota.

## Reconsolidación
La reconsolidación es el «estadio de consolidación que sigue a la reactivación de una traza de memoria previamente adquirida». Es un proceso que sirve para mantener, fortalecer y modificar memorias ya almacenadas como memorias a largo plazo. Se piensa que una vez que las memorias sufren el proceso de consolidación y pasan a ser memorias a largo plazo se estabilizan. No obstante, la recuperación de una huella de memoria puede ocasionar otra fase lábil que requiere de un proceso activo para estabilizar la memoria luego de que se termine su recuperación. Esta estabilización posrecuperación es diferente de la consolidación, pese a que coinciden en diversos aspectos.
Un estudio de Nader, Schafe, y Le Doux (2000), en el que establecieron memorias de miedo en ratas por medio de condicionamiento pavloviano, encontró que una memoria de miedo consolidada puede llevarse a un estado lábil por medio de una infusión inmediata en la amígdala cerebral de anisomicina, un inhibidor de la síntesis proteica. No obstante, esto no ocurre con una infusión realizada seis horas después. Los investigadores concluyeron que, al ser reactivada, la memoria de miedo consolidada entra en un estado variable que requiere una síntesis proteica de novo para una nueva consolidación, es decir, la reconsolidación de una antigua memoria. Nadel y Land (2000) sugirieron que tales hallazgos apoyaban la teoría de la huella de memoria múltiple.
Mientras que algunos estudios apoyan esta teoría, otros no han logrado demostrar la perturbación de memorias consolidadas tras la recuperación. Sin embargo, Tronson y Taylor (2007) indican que los resultados negativos podrían «definir las condiciones en las que las memorias no son susceptibles a perturbaciones permanentes, así indicando los factores determinantes de la reconsolidación».